# ジェラッド・アイコフ
- ジェラッド・アイクホフ
- ジェラッド・エイックホフ

ジェラッド・ジョゼフ・アイコフ（Jerad Joseph Eickhoff, /ˈʤeɪrɪd ˈaɪkɔf/; 1990年7月2日 - ）は、アメリカ合衆国インディアナ州バンダーバーグ郡エバンズビル出身の元プロ野球選手（投手）。右投右打。愛称はエイック（Eick）。

## 経歴

### プロ入り前
2010年のMLBドラフト46巡目（全体1390位）でシカゴ・カブスから指名されたが、この時は入団しなかった。

### プロ入りとレンジャーズ傘下時代
2011年のMLBドラフト15巡目（全体474位）でテキサス・レンジャーズから指名され、7月3日に契約。契約後、傘下のルーキー級アリゾナリーグ・レンジャーズでプロデビュー。A-級スポケーン・インディアンスでもプレーし、2球団合計で14試合に登板して1勝2敗3セーブ、防御率2.37、22奪三振を記録した。
2012年はA級ヒッコリー・クロウダッズでプレーし、26試合（先発25試合）に登板して14勝7敗、防御率4.69、奪三振を記録した。
2013年はA+級マートルビーチ・ペリカンズとAA級フリスコ・ラフライダーズでプレーし、2球団合計で27試合に先発登板して8勝4敗、防御率4.22、93奪三振を記録した。
2014年はAA級フリスコでプレーし、27試合（先発26試合）に登板して10勝9敗、防御率4.08、144奪三振を記録した。
2015年は開幕をAAA級ラウンドロック・エクスプレスで迎え、7月末まで18試合（先発17試合）に登板して9勝4敗、防御率4.25、93奪三振を記録した。

### フィリーズ時代
2015年7月31日にコール・ハメルズ、ジェイク・ディークマンとのトレードで、マット・ハリソン、ニック・ウィリアムズ、ホルヘ・アルファーロ、ジェイク・トンプソン、アレク・アッシャーと共にフィラデルフィア・フィリーズへ移籍した。移籍後は傘下のAAA級リーハイバレー・アイアンピッグスへ配属され、同球団では3試合に登板して2勝1敗、防御率2.49、19奪三振を記録した。8月21日にメジャー初昇格を果たし、同日のマイアミ・マーリンズ戦で先発してメジャー初登板。6回を無失点に抑え勝利投手となった。そのまま先発ローテーション入りし、この年メジャーでは8試合に登板して3勝3敗、防御率2.65、49奪三振を記録した。
2016年は年間通じて先発ローテーションに定着し、33試合に先発登板した。登板試合数とほぼ同等の30被弾したが、11勝14敗、防御率3.65、WHIP1.16と好成績を残し、ローテーションの中心的存在の1人として躍動した。33先発登板はナショナルリーグ3位タイの数字である。
2019年オフの11月4日にマイナー契約でAAA級リーハイバレーへ配属され、同日中にFAとなった。

### パドレス時代
2019年12月27日にサンディエゴ・パドレスとマイナー契約を結び、2020年のスプリングトレーニングに招待選手として参加することになった。
2020年8月2日にメジャー契約を結んでアクティブ・ロースター入りした。8月24日に再びマイナー契約となり、26日に自由契約となった。

### レンジャーズ傘下時代
2020年8月30日に古巣のテキサス・レンジャーズとマイナー契約を結んだ。この年は新型コロナウイルスの影響でマイナーリーグの試合が開催されず、メジャーにも昇格しなかったため、公式戦の登板は無かった。オフの11月2日にFAとなった。

### メッツ時代
2020年12月にニューヨーク・メッツとマイナー契約を結んだ。
2021年6月20日にメジャー契約を結んでアクティブ・ロースター入りした。6月29日にDFAとなり、7月3日に一旦FAとなったが、5日にマイナー契約を結び直した。7月11日に再びメジャー契約を結んでアクティブ・ロースター入りした。7月20日にDFAとなり、24日にFAとなったが、翌25日にマイナー契約を結び直した。7月27日に三たびメジャー契約を結んでアクティブ・ロースター入りした。だが、同日のアトランタ・ブレーブス戦で先発して4回途中で降板するまでに10失点を喫し、翌日の7月28日にDFAとなった。7月30日にマイナー契約を結び直してAAA級シラキュース・メッツに送られた。10月6日にFAとなった。

### パイレーツ時代
2021年11月30日にピッツバーグ・パイレーツとマイナー契約を結び、2022年のスプリングトレーニングに招待選手として参加することになった。 
2022年はAAA級インディアナポリス・インディアンズで開幕を迎え、6月22日にメジャー契約を結びアクティブ・ロースター入りした。同日のシカゴ・カブス戦で先発したが、5回途中までに10本の安打を許し、10失点を喫して降板した。この登板は、「パイレーツ初先発で10失点を喫した初の投手」となったのと同時に、「（前年7月27日のメッツ最終登板から）2試合連続で10失点を喫した初の投手」という不名誉な記録となった。登板はこの1試合のみで6月24日にDFAとなり、10月6日にFAとなった。

### 独立リーグ時代
2023年4月13日にアトランティックリーグのレキシントン・カウンター・クロックスと契約した。9試合に先発で登板したが、3勝4敗、防御率6.16と厳しい結果となった。

### ガーディアンズ傘下時代
2023年6月20日にクリーブランド・ガーディアンズとマイナー契約を結んだ。AAA級コロンバス・クリッパーズで14試合（うち先発13試合）に登板したが、 1勝7敗、防御率6.92とここでも結果を残せなかった。オフの11月6日にFAとなった。

### 現役引退後
2024年シーズンより、マイアミ・マーリンズ傘下AA級ペンサコーラ・ブルーワフーズの投手コーチに就任した。

## 詳細情報

### 年度別投手成績
| 年 度    | 球 団    | 登 板 | 先 発 | 完 投 | 完 封 | 無 四 球 | 勝 利 | 敗 戦 | セ 丨 ブ | ホ 丨 ル ド | 勝 率 | 打 者 | 投 球 回 | 被 安 打 | 被 本 塁 打 | 与 四 球 | 敬 遠 | 与 死 球 | 奪 三 振 | 暴 投 | ボ 丨 ク | 失 点 | 自 責 点 | 防 御 率 | W H I P |
| -------- | -------- | ----- | ----- | ----- | ----- | -------- | ----- | ----- | -------- | ----------- | ----- | ----- | -------- | -------- | ----------- | -------- | ----- | -------- | -------- | ----- | -------- | ----- | -------- | -------- | ------- |
| 2015     | PHI      | 8     | 8     | 0     | 0     | 0        | 3     | 3     | 0        | 0           | .500  | 203   | 51.0     | 40       | 5           | 13       | 0     | 0        | 49       | 1     | 0        | 16    | 15       | 2.65     | 1.04    |
| 2016     | PHI      | 33    | 33    | 0     | 0     | 0        | 11    | 14    | 0        | 0           | .440  | 811   | 197.1    | 187      | 30          | 42       | 2     | 8        | 167      | 6     | 2        | 88    | 80       | 3.65     | 1.16    |
| 2017     | PHI      | 24    | 24    | 0     | 0     | 0        | 4     | 8     | 0        | 0           | .333  | 576   | 128.0    | 142      | 16          | 53       | 4     | 5        | 118      | 6     | 1        | 74    | 67       | 4.71     | 1.52    |
| 2018     | PHI      | 3     | 1     | 0     | 0     | 0        | 0     | 1     | 0        | 0           | .000  | 26    | 5.1      | 10       | 1           | 0        | 0     | 0        | 11       | 0     | 0        | 4     | 4        | 6.75     | 1.88    |
| 2019     | PHI      | 12    | 10    | 0     | 0     | 0        | 3     | 4     | 1        | 0           | .429  | 245   | 58.1     | 58       | 18          | 18       | 0     | 2        | 51       | 0     | 0        | 37    | 37       | 5.71     | 1.30    |
| 2021     | NYM      | 5     | 4     | 0     | 0     | 0        | 0     | 2     | 0        | 0           | .000  | 104   | 19.2     | 30       | 9           | 10       | 2     | 3        | 13       | 0     | 0        | 24    | 19       | 8.69     | 2.03    |
| 2022     | PIT      | 1     | 1     | 0     | 0     | 0        | 0     | 1     | 0        | 0           | .000  | 27    | 4.1      | 10       | 2           | 1        | 0     | 3        | 4        | 0     | 0        | 10    | 10       | 20.77    | 2.54    |
| MLB：7年 | MLB：7年 | 86    | 81    | 0     | 0     | 0        | 21    | 33    | 1        | 0           | .389  | 1992  | 464.0    | 477      | 81          | 137      | 8     | 21       | 413      | 13    | 3        | 253   | 232      | 4.50     | 1.32    |

### 背番号
- 48（2015年 - 2019年）
- 43（2021年 - 2022年）